# Mary Lou Williams

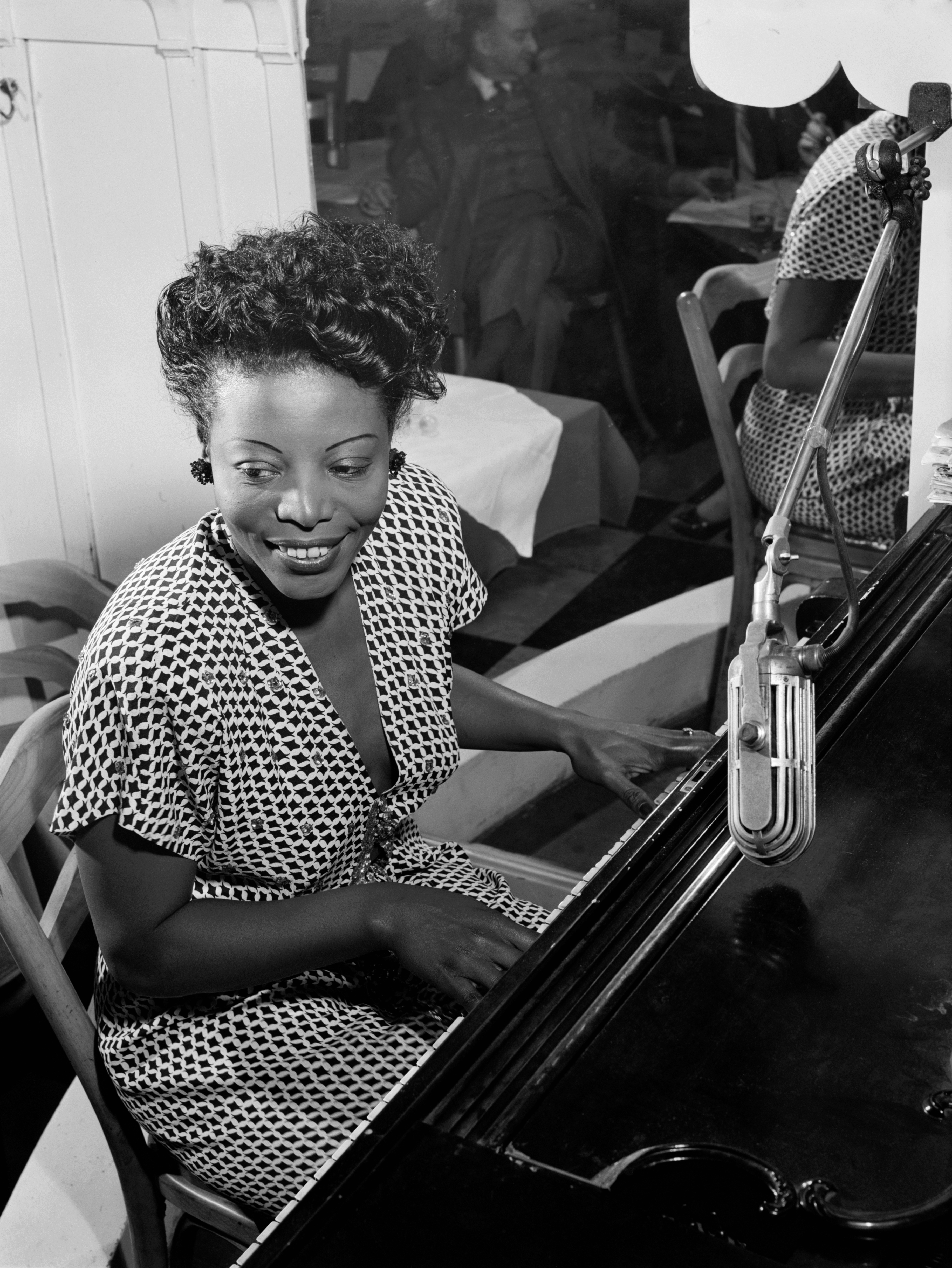
Mary Lou Williams, ca. 1946. Fotografie von William P. Gottlieb

Mary Lou Williams (geboren als Mary Alfrieda Scruggs; * 8. Mai 1910 in Atlanta, Georgia; † 28. Mai 1981 in Durham, North Carolina) war eine US-amerikanische Jazzmusikerin (Pianistin, Komponistin und Arrangeurin). Sie gilt als eine der wichtigsten Wegbereiterinnen der geschlechtlichen Gleichberechtigung im Jazz und war „die einzige Stride-Pianistin, die vergleichbar mit Ellington ihren Stil ständig modernisierte und sich zuletzt auch an moderner Harmonik orientierte“.

## Werdegang

### Kindheit und frühe Jugend
Mary Lou Williams wuchs in East Liberty – einem Vorort von Pittsburgh – als eines von elf Kindern auf. Ihre (zunächst alleinerziehende) Mutter arbeitete als Putzfrau, sang in ihrer Freizeit Spirituals und spielte Ragtime auf dem Piano und der Orgel. Mary Lou Williams brachte sich im Alter von drei bis vier Jahren autodidaktisch das Klavierspielen bei, indem sie das gerade von ihrer Mutter Gehörte nachspielte. Später schulte sie sich mit Hilfe der Rollen eines ihrem Onkel gehörenden elektrischen Klaviers, auf dem sie die Interpretationen von Jelly Roll Morton und James P. Johnson hörte und nachspielte. Als Elfjährige besuchte sie Konzerte und lernte so Arrangements von Don Redman und dem Pianisten Earl Hines kennen. Ohne Wissen ihrer Familie trat sie mit sechs Jahren in der Nachbarschaft als Pianistin auf, begleitete bald auch Stummfilme und spielte wenig später als „Wunderkind“ auf Partys bei der Oberschicht, etwa bei den Mellons. Sie spielte nicht nur Ragtime, sondern auch klassische Werke, populäre Melodien und Kirchenlieder.
Ab 1924 besuchte sie die Westinghouse High School, die sie im Alter von fünfzehn Jahren verließ, weil ihr Männer aus der Nachbarschaft nachstellten und sie sexuelle Übergriffe befürchtete. Ihr erstes Engagement hatte sie bei einer Vaudeville-Gruppe der TOBA, wo sie die in diesem Genre üblichen Showeinlagen zeigte, indem sie etwa ein Stück auf dem Piano mit den Fäusten spielte oder während des Spiels einmal ums Klavier herum rannte.
Mit sechzehn Jahren heiratete sie den Saxophonisten John „Bearcat“ Williams, den sie in dieser Show kennengelernt hatte und mit dessen Vaudeville-Orchester Syncopaters sie seit Ende 1925 auf Tour ging. Die Band wurde in Kansas City von dem damals erfolgreichen Vaudeville-Duo Seymour and Jeanette engagiert. Allerdings stellte sich die Frage, ob Williams als Frau überhaupt mitspielen dürfe; ihr Ehemann befürwortete es, da es eine große Attraktion sei, wenn eine Frau gut Piano spiele. Seine Ansicht stellte sich als richtig heraus. Während dieses Engagements, das über Chicago nach New York City führte, begegnete sie auch Fats Waller. Sie verblüffte den Pianisten, weil sie auch seine schwierigsten Kompositionen nach einmaligem Hören interpretieren konnte. Nach Seymours Tod begleitete sie dessen Partnerin Jeanette James und spielte mit ihr 1927 mehrere Plattenseiten ein; bei Auftritten in New York gehörten auch Musiker von Ellingtons „Washingtonians“ wie Tricky Sam Nanton zur Begleitband, was ihr eine neue musikalische Welt öffnete.

### Kansas City 1929 bis 1942
1929 spielte sie aushilfsweise in der von Andy Kirk geleiteten Bigband The Twelve Clouds of Joy. Diese Band war aus Terrence Holders Dark Clouds of Joy entstanden, in der seit 1928 ihr Ehemann engagiert war. Damit er dort spielen konnte, hatte Williams die Leitung seiner eigenen, in Memphis operierenden Band seiner Ehefrau überlassen. Für die ersten Plattenaufnahmen von Kirks Band 1929 fungierte sie nicht nur als Pianistin für den bei der Probe im Aufnahmestudio abwesenden Marion Jackson, sondern trug auch erste Kompositionen und Arrangements bei, obwohl sie damals noch wenig von Notation und Harmonielehre wusste. Offizieller Pianist der Band blieb weiterhin Marion Jackson.
1930 machte sie erste Soloaufnahmen unter eigenem Namen für Brunswick Records („Drag 'em“ und „Night Life“); die Plattenfirma bestand weiterhin darauf, dass sie als Pianistin an den Aufnahmen der Twelve Clouds of Joy mitwirkte. Erst 1931, anlässlich eines Gastspiels mit Blanche Calloway, wurde sie die reguläre Pianistin der Twelve Clouds of Joy, nachdem geklärt war, dass sie nicht im einheitlichen Anzug, sondern im Kleid auftreten konnte. Das Orchester arbeitete bis 1936 als Territory Band rund um Kansas City. Ihre Kompositionen „Walkin’ and Swingin’“, „In the Groove“ und „Mary’s Idea“ entwickelten sich zu Hits und machten die Band bekannt. In diesen Jahren war sie auch bei den zahllosen Jamsessions mit den Musikern des Kansas City Jazz dabei, wie mit Coleman Hawkins, Ben Webster (mit dem sie eine Liebesbeziehung hatte), Lester Young und Herschel Evans. Da Williams ungewöhnliche Harmonien in ihre Improvisationen einbaute, wurde sie wegen dieser „Zombie-Musik“ von den anderen Musikern sehr geschätzt.
Ab 1936 veränderte sich der Tourneeplan und auch das Repertoire der Band: Unter dem Management von Joe Glaser spielten die Twelve Clouds of Joy überall in den Vereinigten Staaten und auch in Kanada; Balladen und Tanzmusik traten in den Vordergrund des Repertoires. Mary Lou Williams wurde besser bezahlt, allerdings als „Nischenmusikerin“ für einige jazzige Nummern, die weiterhin im Programm blieben.

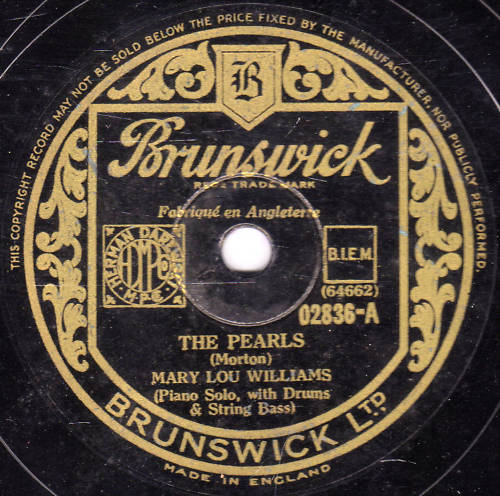
Brunswick-Schellackplatte des Mary Lou Williams Trios: „The Pearls“ (Morton) – „The Rocks“, mit Booker Collins (b) und Ben Thigpen (dr) vom September 1938

Auf Vermittlung von John Hammond arrangierte und schrieb sie ab 1936 auch für die Band von Benny Goodman neue Kompositionen wie „Roll ’Em“ oder „Camel Hop“, aber auch Arrangements ihres „Froggy Bottom“ (als „Overhand“), ihres „Messa Stomp“ oder von „Sweet Georgia Brown“. Goodmans Angebot, nur noch für ihn zu arrangieren und in seinem Orchester als Pianistin tätig zu sein, lehnte sie jedoch ab. Auch nahm sie 1938 mit Mildred Bailey auf; eine geplante Aufnahme, bei der sie Billie Holiday begleiten sollte, kam wegen einer Erkrankung nicht zustande.

### Pittsburgh/New York City – 1942 bis 1949
Noch bis 1942 blieb Williams bei den Twelve Clouds of Joy. Dann kehrte sie zunächst nach Pittsburgh zurück, wo sie ihre eigene Band zusammenstellte, der ihr späterer zweiter Ehemann „Shorty“ Baker und der junge Art Blakey angehörten. Baker wechselte jedoch wieder in das Duke Ellington Orchestra, für das Williams nach der Heirat mit Baker im Dezember 1942 neben Billy Strayhorn als feste Band-Arrangeurin fungierte. Ihr bekanntester Titel für Ellington war „Trumpets No End“, der auf Irving Berlins „Blue Skies“ basierte und mehrfach aufgenommen wurde. Nach sechs Monaten verließ sie Ellington und spielte mehrere längere Engagements im Café Society in Greenwich Village, wo sie auch Josh White begleitete; 1944 nahm sie „Mary Lou’s Boogie“/„Roll Èm“ für Moses Asch auf. Im Jahre 1945 – Baker hatte sich während seines Wehrdiensts von ihr getrennt – hatte sie auf Vermittlung von Barney Josephson, dem Besitzer von Café Society, eine eigene Radiosendung (The Mary Lou Williams Piano Workshop) bei WNEW, einem der damals führenden Sender mit gutem Popmusik-Programm

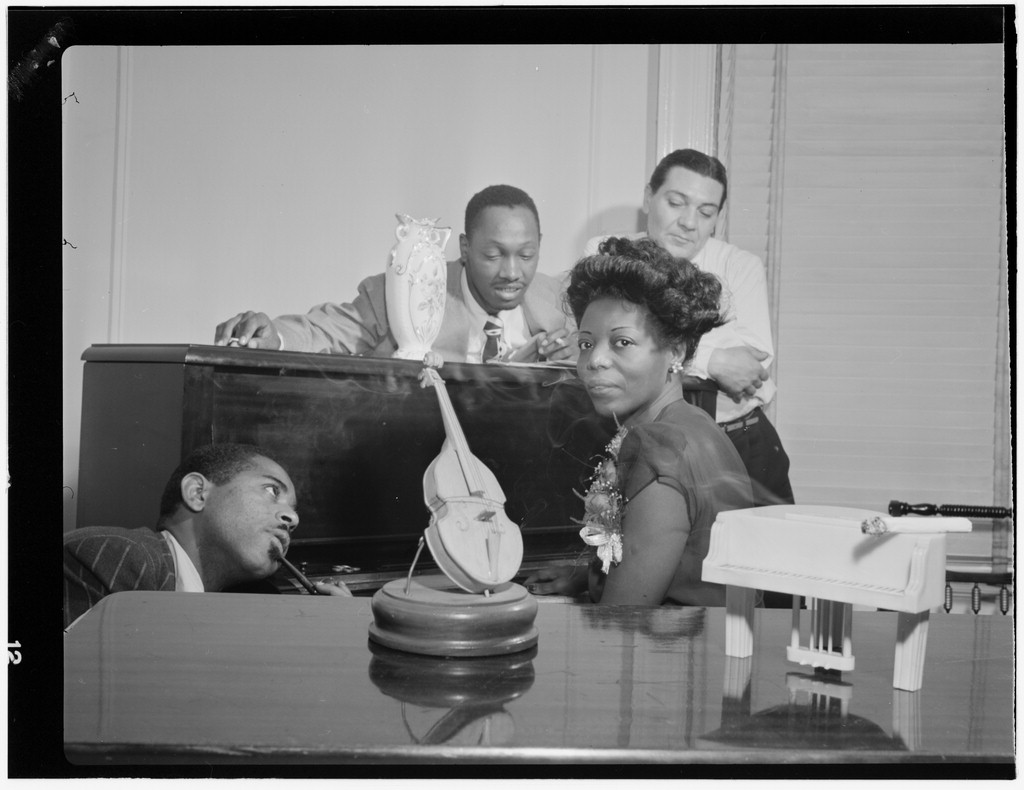
Mary Lou Williams in ihrem Apartment mit (von links nach rechts) Dizzy Gillespie, Tadd Dameron und Jack Teagarden (1947). Foto: William P. Gottlieb (1947)

Ab 1946 trat sie in mehreren Frauenbands auf, unter anderem mit Mary Osborne (mit der sie eine 78er für Continental einspielte, „She’s (He’s) Funny That Way“) und bei den Girls Stars mit June Rothenberg und Bridget O’Flynn; sie spielten ein Programm aus Standards sowie Dvořáks „Humoresque“ und „All God’s Chillun Got Rhythm“.
Ihre Wohnung in Harlem wurde zu einem Treffpunkt der Pioniere des Modern Jazz, wie Thelonious Monk, Dizzy Gillespie und Tadd Dameron, mit denen sie Ideen und Kompositionen austauschte und zu deren Mentorin sie wurde. Sie wurde deshalb auch die „Mutter des Bebop“ genannt. Anders als viele ihrer Altersgenossen schätzte Mary Lou Williams, was die Bopper machten; den Bebop integrierte sie ab 1946 auch in ihr eigenes Spiel. Die harmonischen Erweiterungen dieses neuen Jazzstils übernahm sie auch in ihre Kompositionen, etwa „In the Land of Oo-Bla-Dee“ (Liedtext: Milt Orent), das Dizzy Gillespie in ihrem Arrangement mit seiner Big Band aufnahm. Einige ihrer Stücke spielte Benny Goodman mit seinem kurzlebigen Bop-orientierten Ensemble ein, dem sie 1948 als Arrangeurin und teilweise auch als Pianistin angehörte. Im August 1949 eröffnete sie die Tradition der Jazzkonzerte im New Yorker Club Village Vanguard.

### Suche nach einem neuen Weg
Anfang der 1950er Jahre sah sie sich aufgrund finanzieller Engpässe gezwungen, als Begleiterin von Mildred Bailey zu touren. 1952 trat sie mit Kenny Clarke und Oscar Pettiford im Downbeat Club auf. Im gleichen Jahr ging sie auf eine kurze Tournee nach England, aus der eine längere Zeit in Europa wurde. Sie trat mehrfach in der Royal Albert Hall und der Royal Festival Hall auf; 1953 ging sie auf Gastspielreisen in die Niederlande und nach Skandinavien, begleitete Sarah Vaughan und ließ sich in Paris nieder, wo sie u. a. für Disques Vogue mit Don Byas aufnahm (Don Carlos Meets Mary Lou und das Soloalbum In Paris). Auch in der Schweiz und in Deutschland trat sie auf – im November 1954 in Baden-Baden mit dem Orchester Kurt Edelhagen.
1954 begegnete sie in Paris im Plattenstudio verschiedenen amerikanischen und europäischen Musikern. Eher seltsam muten zwei Titel mit der britischen Sängerin Beryl Bryden an; mehr Bestand hatten die Solo- („I Made You Love Paris“) und Trio-Einspielungen, u. a. mit Jean-Louis Viale und im Jahr zuvor mit Don Byas.
Nachdem sie bei einer Party in London nach der Mitteilung, ihr gehe es derzeit nicht sehr gut, von einem Gast den Psalm 91 zu lesen bekam, erhielt sie in Frankreich von Gérard Pochonet die Einladung, ein halbes Jahr auf dem Landsitz dessen Großvaters zu verbringen und sich dort auszuruhen: „Ich blieb sechs Monate, und ich schlief und aß, las die Psalmen und betete.“
Schon in Paris und verstärkt nach ihrer Rückkehr in die Staaten 1954, wo sie zunächst nur wenige Auftrittsmöglichkeiten wahrnahm, wandte sich Williams der Religion zu. Sie predigte 1955 für die Abyssinian Baptists auf den Straßen Harlems und sorgte sich um arme Verwandte und um bedürftige Musiker (wie Bud Powell). 1957 konvertierte sie unter dem Einfluss eines Jazz-begeisterten Priesters (John Crowley), den Dizzy Gillespie ihr vorstellte, zusammen mit Gillespies Ehefrau Lorraine, einer engen Freundin, zum katholischen Glauben. Der Priester Anthony Wood wurde ihr spiritueller Mentor und überzeugte sie, weiter musikalisch aktiv zu bleiben: 1957 feierte sie auf dem Newport Jazz Festival mit der Dizzy Gillespie Big Band ein Comeback, bei dem sie Teile der von Melba Liston neu arrangierten Zodiac Suite aufführte. Anschließend trat sie wieder vermehrt öffentlich auf.
Daneben war sie gemeinnützig tätig und gründete 1958 die Stiftung Bel Canto, die Musikern bei der Lösung ihrer Drogenprobleme helfen sollte, der Crux vieler Musiker der Bebopszene der 1940er Jahre. Zehn Prozent ihrer musikalischen Erlöse ließ sie dem Projekt zukommen, für das sie auch einen Second Hand Laden in Harlem betrieb. Aufgrund finanziellen Misserfolgs musste sie ihre Bel Canto Foundation allerdings 1968 aufgeben.
Nach ihrer Konversion zum Katholizismus komponierte sie zunehmend liturgische Stücke wie die Suite Black Christ of the Andes (gewidmet dem gerade heiliggesprochenen Martin de Porres), die sie auf einen Text von Anthony Wood 1962 mit den Ray Charles Singers und Milton Hinton auch im Lincoln Center aufführte.
1964 trat sie für ein ganzes Jahr im New Yorker Jazzclub Hickory House auf; im gleichen Jahr gründete sie mit Hilfe der katholischen Kirche in Pittsburgh ein Jazzfestival. Ebenfalls um diese Zeit wurde der junge Jesuitenpater Peter O’Brien ihr spiritueller Berater; 1971 wurde er auch ihr Manager (eine Funktion, die er bis zu ihrem Tod ausübte).
Neben ihren Club-Auftritten spielte Williams in Colleges, gründete ein eigenes Plattenlabel (Mary Records) und einen Musikverlag und trat in Fernsehsendungen auf. 1967 trat sie mit einem Konzert in der Carnegie Hall dafür ein, neue musikalische Ansätze in die katholische Kirchenmusik zu integrieren. Im gleichen Jahr schrieb sie eine der ersten vollständig mit Jazzmusik unterlegten katholischen Messen überhaupt. 1968 komponierte sie ihre zweite Messe, Mass for the Lenten Season. Aus ihrer Präsentation der zweiten Messe im Vatikan 1969 resultierte zwar trotz einer Audienz beim Papst nicht die erhoffte päpstliche Förderung der Jazzmessen, aber immerhin kam es zu einem Auftrag für die dritte, Music for Peace (später meist Mary Lou’s Mass genannt), durch den Sekretär der Kurienkommission Justitia et Pax, Joseph Gremillion. In diesem Werk näherte sie sich teilweise dem Rockjazz-Idiom an.

### Zurück auf der Szene: 1970 bis 1979
Seit 1970 spielte Williams regelmäßig in der New Yorker Cookery; hinzu kamen Club-Gastspiele (etwa in London), Schul-Workshops und Festivals. Auf dem Monterey Jazz Festival wurde sie 1971 mit Jay McShann als „Wiederentdeckung des Jahres“ mit Standing Ovations geehrt. Auch trat sie in Radio und Fernsehen auf (u. a. in der Sesamstraße 1973 und in Billy Taylors Jazzmobile Workshop); daneben führte sie weiterhin ihre Messe auf.
Anders als in den letzten Jahren wurden ihre neuen Aufnahmen nun wieder regelmäßig auf etablierten Jazz-Labels veröffentlicht. Das Live-Album Giants (1971), auf dem sie mit Dizzy Gillespie, Bobby Hackett, George Duvivier und Grady Tate zu hören war, wurde für einen Grammy nominiert und von Kritiker Dan Morgenstern als „eines der wirklich größten Alben der Jazzgeschichte“ gewürdigt.
Musikalisch blieb sie trotz ihrer Kritik an einem Free Jazz, der den Kontakt zur Jazztradition verloren habe, weiter offen und spielte 1977 ein Konzert mit Cecil Taylor in der Carnegie Hall, das als Embraced angekündigt wurde, sich als „stürmischer Kontakt mit der neuen Avantgarde“ erwies und bei Pablo Records als Album veröffentlicht wurde. Reclams Jazzlexikon zufolge endete das Konzert „musikalisch in einem Fiasko“.
Zudem trat sie 1978 im Weißen Haus vor Präsident Carter auf. Im selben Jahr gastierte sie auf mehreren Festivals in Europa, so auf dem North Sea Jazz Festival und mit einem Solo Recital (so die gleichnamige LP) auf dem Montreux Jazz Festival, außerdem als erster Gast in Marian McPartlands Radiosendung Piano Jazz.
Von 1977 bis zu ihrem Krebstod 1981 war sie Artist in Residence (ab 1980 auch mit Lehrauftrag) an der Duke University in Durham, North Carolina, wo nach ihrem Tod das heutige Mary Lou Williams Center for Black Culture entstand. Sie erhielt sechs Ehrendoktorhüte und war zweimal Guggenheim-Stipendiatin.

### Persönlichkeit
Aufgrund ihres schüchternen Wesens war die introvertierte Pianistin auf einen proaktiven Manager angewiesen; zunächst übernahm ihr erster Ehemann diese Funktion, später Pater O’Brien. Nach dem Urteil ihres spirituellen Mentors Anthony Woods war sie intuitiv denkend, ursprünglich und sehr direkt. Sie bedurfte nach seiner Ansicht eines vertrauenswürdigen Gegenübers zum Aussortieren von Ideen. Dennoch bewies sie mehrfach sehr eigenständige Urteile und lehnte beispielsweise in Situationen, in denen es ihr wirtschaftlich nicht gut ging, Tourneen mit Musikern wie Louis Armstrong ab, da sie dort zu viele Kompromisse hätte machen müssen.

## Wirken
Die Pianistin verblüffte mit ihrem kräftigen Anschlag und ausdauerndem Spiel; Kritiker wie Hugues Panassié stellten fest, dass sie „wie ein Mann“ spielte. Ihr zunächst von Fats Waller, Earl Hines und Art Tatum beeinflusster meisterlicher Stil absorbierte auch die Neuerungen folgender Epochen: „Die Klammer, die ihre stilistische Vielfalt von Ragtime bis hin zu Post-Bop-Entwicklungen zusammenhielt, war ein ansteckender Swing.“
Insgesamt komponierte Mary Lou Williams über 350 Songs und längere Kompositionen.
Ihre Stücke wurden gespielt und aufgenommen von Jazzmusikern wie Jimmy Lunceford („What’s Your Story, Morning Glory“), Louis Armstrong („Cloudy“, „Messa Stomp“, „A Mellow Bit of Rhythm“, „Walkin' and Swingin'“), Cab Calloway, Bob Crosby („Ghost of Love“, „Toadie Toodle“), Tommy Dorsey („Little Joe from Chicago“), Ella Fitzgerald („What’s Your Story, Morning Glory“), Dizzy Gillespie („In the Land of Oobladee“), Honi Gordon („Why“, „Walkin' Out the Door“), Earl Hines, Nat King Cole („Little Joe from Chicago“, „Satchel Mouth Baby“), dem Casa Loma Orchestra („What’s Your Story, Morning Glory“, „Walkin' and Swingin'“), Red Norvo („Messa Stomp“, „A Mellow Bit of Rhythm“) und Sarah Vaughan („Black Coffee“).
Motive aus einigen ihrer Stücken bilden die Basis für Kompositionen anderer bekannter Jazzmusiker: So stammt insbesondere die Basslinie aus Monks „52nd Street“ aus ihrer Komposition „Scorpio“; der zweite Chorus ihres „Walkin' and Swingin'“ bildet die Grundlage für Monks „Rhythm-a-ning“. Auf ihrem Arrangement von „Lady Be Good“ beruhen „Rifftide“ von Coleman Hawkins, „Fats Tune“ von Fats Navarro und „Hackensack“ von Thelonious Monk.
Bereits gleichzeitig mit Fletcher Henderson schuf sie einige der ersten wirklichen Swing-Arrangements. Sie arrangierte nicht nur für die bisher genannten Musiker und Bands, sondern auch für Count Basie, Woody Herman und die International Sweethearts of Rhythm. Die von ihr komponierte Zodiac Suite, eine Verbindung von Jazz und klassischer Symphoniemusik, in der für jedes Tierkreiszeichen ein anderer Musiker, der unter diesem Zeichen geboren wurde, im Zentrum steht, wurde von ihr 1945 und 1946 mehrfach aufgeführt. Auszüge aus ihrer Zodiac Suite präsentierte sie 1945 als Signs of the Zodiac in ihrer Radiosendung in Solo- und Quartett-Besetzung. Die Suite wurde 1945 in einer Kammerjazz-Besetzung in der New Yorker Town Hall und in Teilen 1946 in der Carnegie Hall in einer sinfonischen Version mit dem New York Pops Orchestra aufgeführt. Die von ihr selbst orchestrierte Suite wurde von der Kritik teilweise begeistert aufgenommen, teilweise aber auch als „weder Fisch noch Fleisch“ sehr ambivalent beurteilt.
Der Musikwissenschaftler und Komponist Andrew Homzy wies darauf hin, dass die Stücke der Suite unverbunden nebeneinander stehen; er vermisste eine musikalische Entwicklung der Themen, betonte aber zugleich Williams kompositorisches Geschick und stellte sie wegen der Vielfalt der musikalischen Einfälle und Wechsel in den einzelnen Stücken in eine Reihe mit Frank Zappa.
Die Mitschnitte beider Konzerte wurden gestohlen und waren teilweise (nur in Europa) als Raubpressungen erhältlich. Die vollständige Aufnahme dieses Town Hall Concert wurde erst 1991 veröffentlicht.
Williams nahm mehr als hundert Platten (Singles und Langspielplatten) auf. Dennoch sind einige Perioden ihres Wirkens nicht gut dokumentiert, da sie für die Musikindustrie aufgrund ihrer eigenwilligen Persönlichkeit und ihres Genre-übergreifenden Spiels nur schwer zu vermarkten war und sie eher mit unabhängigen Labels zusammenarbeitete bzw. ein eigenes Label gründete, das nicht ausreichend beworben wurde.
Bereits 1955 legte Williams als erste ein Album vor, auf dem sie die gesamte damalige Geschichte des Jazzpianos vorstellte; die Platte A Keyboard History erhielt zwar vorzügliche Kritiken, war aber nicht im offiziellen Handel, sondern nur über einen Schallplatten-Club erhältlich.
Ihr Album Black Christ of the Andes, aufgenommen 1963 u. a. mit Budd Johnson, Grant Green, Percy Heath, The George Gordon Singers und den Ray Charles Singers, erhielt letztlich 1968 den „Prix Mondial du Disque de Jazz“ des Hot Club de France und den „Grand Prix“ der Académie du Disque Français.
Mary Lou’s Mass, die in Teilen bereits 1969 bei einem Trauergottesdienst für Tom Mboya aufgeführt wurde und 1970 ihre Uraufführung erlebte, wurde von Alvin Ailey zur Grundlage für ein Tanztheaterstück genommen, das von 1971 bis 1973 zum Repertoire seiner Ballettgruppe gehörte.
Als ihr wohl bestechendstes Werk auf Schallplatte in ihren späteren Jahren heben Cook/Morton ihr Trioalbum mit Buster Williams und Mickey Roker für Steeplechase hervor, Free Spirits vom Juli 1975.

## Bedeutung und Würdigung
Über mehrere Jahrzehnte galt Williams „als größte weibliche Jazzmusikerin“; Kollegen wie Billy Taylor oder Marian McPartland bewunderten ihr Spiel. Martin Kunzler stellte fest, „dass vor Carla Bley und Toshiko Akiyoshi keine Frau im Jazz eine derart zentrale Position einnahm wie die Pianistin und noch mehr die Komponistin und Arrangeurin Mary Lou Williams“.
Ihr Beitrag zur Jazzmusik wurde erst gegen Ende ihres Lebens von der Allgemeinheit gewürdigt – unter Musikern war sie schon seit ihren Swing-Zeiten in den 1930er Jahren und ihrer Öffnung für neue Strömungen wie den Bebop in den 1940er Jahren eine Legende (was von Teilen der Jazzkritik recht früh geteilt wurde).
Duke Ellington drückte ihre Bedeutung so aus: „Mary Lou Williams ist andauernd zeitgenössisch.“
Sie sagte von sich selbst:
„Niemand kann mich einem bestimmten Stil zuordnen. Ich habe von vielen Menschen gelernt. Ich ändere mich ständig. Ich probiere, damit ich mithalten kann, bei dem was passiert, um zu hören, was die anderen machen. Ich gehe ihnen sogar ein bisschen vorweg, und zeige wie ein vorgehaltener Spiegel, was als nächstes geschehen wird.“
Count Basie empfand eher Konkurrenz. Saxophonist Buddy Tate meinte in einem Interview für den Dokumentarfilm von Joanne Burke: „Sie spielte alle diese Männer an die Wand. Sie tat dies nicht mit Absicht, aber die Männer glaubten, dass es so war.“
Ihr Leben und Wirken wurde in Joanne Burkes Film aus dem Jahr 1989 „Music on My Mind“ dokumentiert. 1994 wurde sie in dem Dokumentarfilm „A Great Day in Harlem“ gewürdigt. Das Kennedy Center in Washington, D.C. hat sein jährliches Jazzfrauen-Festival nach ihr Mary Lou Williams Women in Jazz Festival benannt. Die auf ihrem Vermögen aufbauende Mary Lou Williams Foundation unterstützt junge Musiker von sechs bis zwölf Jahren. Ihr Archiv befindet sich im Rutgers University’s Institute of Jazz Studies in Newark.
Im August 2010 spielte im New Yorker Jazzclub Birdland das Trio 3, bestehend aus Oliver Lake, Reggie Workman und Andrew Cyrille mit Geri Allen, an fünf Abenden Kompositionen von Mary Lou Williams. Einige der Stücke wurden beim Schweizer Label Intakt Records unter dem Titel Celebrating Mary Lou Williams veröffentlicht.

## Diskografische Hinweise

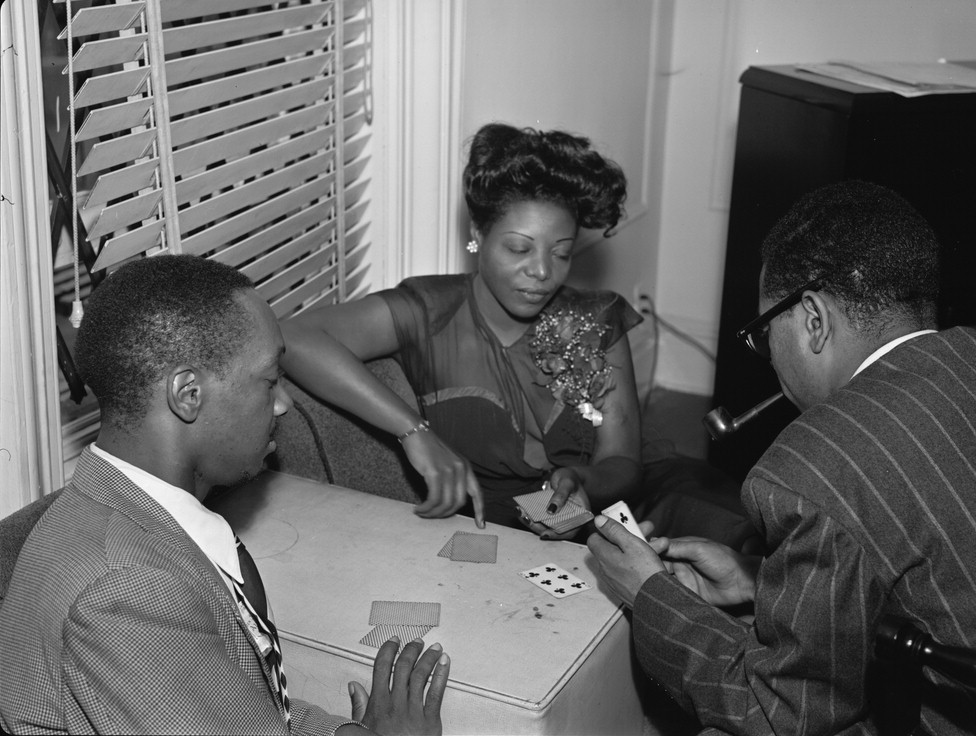
Tadd Dameron, Mary Lou Williams und Dizzy Gillespie in Williams’ Apartment, ca. Juni 1946.
Fotografie von William P. Gottlieb.

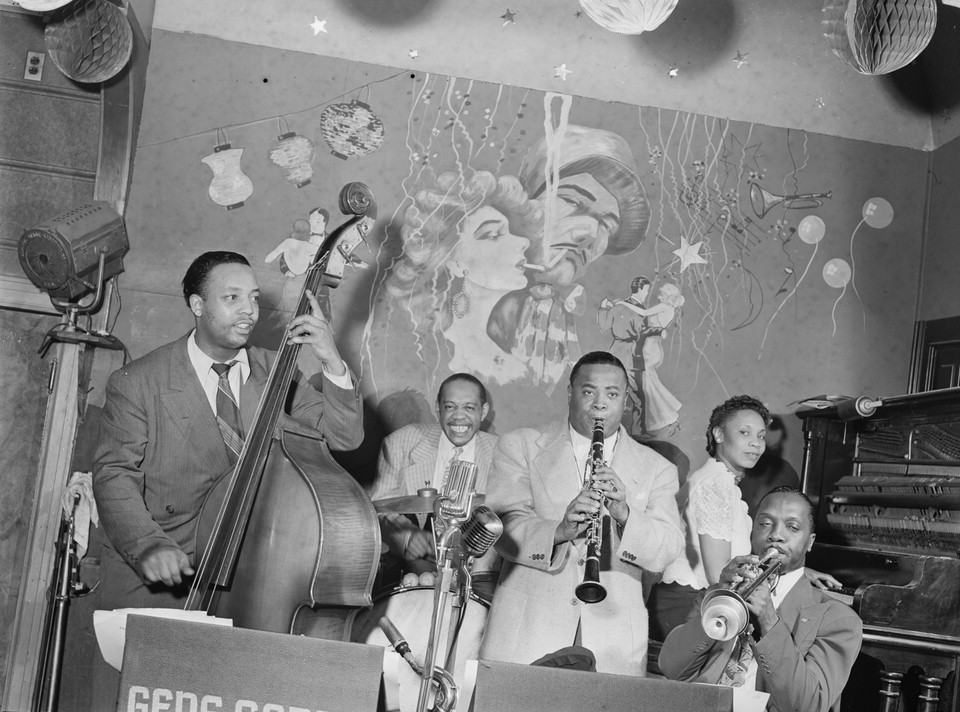
(Von links) Danny Settle, Slick Jones, Gene Sedric, Mary Lou Williams und Lincoln Mills, Auftritt in The Place, New York, ca. Juli 1946.
Fotografie von William P. Gottlieb.

Das Schaffen von Mary Lou Williams zwischen 1927 und 1945 ist in den Ausgaben des Labels Classics dokumentiert.
- The Zodiac Suite (Vintage Jazz Classics, 1945)
- On Vogue (Vogue, 1953) mit Don Byas
- Mary Lou Williams Presents Black Christ of the Andes (Folkways Recordings, 1964)
- Zoning (Folkways Recordings, 1974) solo
- Free Spirits (SteepleChase Records, 1975)
- Live at the Cookery (Chiaroscuro, 1975)
- At Rick’s Cafe American (Storyville, 1979)
- A Grand Night for Swinging (1976, ed. 2008)